# حواء أحمد يوسف
حواء أحمد يوسف (ولدت في 9 نوفمبر 1966) هي موظفة مدنية وسياسية من جيبوتي. عام 1999 عُيّنت وزيرة منتدبة للنهوض بالمرأة والأسرة والشؤون الاجتماعية، وهي أول وزيرة في البلاد. بعد أربع سنوات كانت أيضاً إحدى أول مجموعة من النساء المنتخبات في جمعية جيبوتي الوطنية.

## الحياة المهنية
ولدت حوّاء يوسف في 9 نوفمبر 1966 في جيبوتي. حصلت على درجة الماجستير في العلاقات الدولية من جامعة ريمس شامبانيا أردين، وبدأت العمل في مجال الخدمات المصرفية عام 1991. في عام 1992 أصبحت مستشارة فنية في الوزارة، وفي عام 1998 عُيّنت مديرة للمديرية الجديدة لتنمية المرأة. 
عام 1999، عيّنت وزيرة منتدبة لتعزيز المرأة والأسرة والشؤون الاجتماعية، وهي أول امرأة تُعيّن في منصب وزاري في جيبوتي. قبل انتخابات عام 2003، صدر قانون انتخابي جديد، يتطلب أن تتكون قوائم الأحزاب من 10% على الأقل من كل جنس. انتُخبت في منطقة جيبوتي ممثلة لاتحاد الأغلبية الرئاسية، وهي واحدة من سبع مرشحات ناجحات أصبحن أول سيدات في الجمعية الوطنية. في عام 2005 عيّنت وزيرة منتدبة للتعاون الدولي.
حوّاء يوسف هي إحدى المدافعات ضد قضية ختان الإناث. في أغسطس/آب 2017، قدّمت سلسلة من المحاضرات في زيارة إلى النرويج لمدة ثلاثة أيام حول هذا الموضوع بعد أن أشارت في وقت سابق في مؤتمر للأمم المتحدة إلى أنه على الرغم من أن المادة 333 من قانون العقوبات الجيبوتي فرضت عقوبات شديدة على ممارسي تشويه الأعضاء التناسلية للإناث، "لا تزال حوالي 90 في المائة من الفتيات في سن 7 إلى 8 سنوات يتعرضن لهذا التقليد الضار". في جيبوتي. 
خدمت يوسف في اللجان الدولية المهتمة بإنهاء زعزعة الاستقرار السياسي في أفريقيا جنوب الصحراء الكبرى. عام 2012، كانت الممثلة الخاصة للاتحاد الأفريقي في جمهورية أفريقيا الوسطى، وشاركت في المساعدة في "جمع التمويل لنزع السلاح والتسريح وإعادة الإدماج" للضحايا المتضررين من أنشطة حكومة بوزيزي. 